# Cyrtandra tenebrosa
Cyrtandra tenebrosa är en tvåhjärtbladig växtart som beskrevs av Brian Laurence Burtt. Cyrtandra tenebrosa ingår i släktet Cyrtandra och familjen Gesneriaceae. Inga underarter finns listade i Catalogue of Life.